# Миривили, Элени
Элени Миривили (греч. Ελένη Μυριβήλη) — главная специалистка по глобальному потеплению Программы Организации Объединённых Наций по населённым пунктам, главная специалистка по обеспечению устойчивости города Афин, член Совета миссии Европейского Союза по адаптации к изменению климата, старший сотрудник-нерезидент Центра устойчивости Фонда Адриенны Аршт — Рокфеллера при Атлантическом совете, штатный доцент кафедры культурных технологий и коммуникаций Эгейского университета и бывшая стипендиатка Леба в Гарвардской школе дизайна.
Миривили получила докторскую степень факультета антропологии Колумбийского университета в 2004 году.
В 2023 году вошла в список 10 людей года по версии журнала Nature.